# Vanwall Vandervell 680
Der Vanwall Vanderwell 680 ist ein Prototyp, der ab 2020 beim Team Kolles für Sportwagenrennen entwickelt wurde.

## Entwicklungsgeschichte und Technik
Seit der Einführung der FIA-Langstrecken-Weltmeisterschaft 2012 war Colin Kolles mit seinem Rennteam regelmäßig bei Wertungsläufen der Rennserie am Start, zuerst mit dem LMP2-Prototyp Lotus 128 und danach viele Jahre mit dem CLM P1/01 in der höheren LMP1-Klasse. Kolles zählte zu den ersten Teams, die 2019 bekanntgaben, einen Rennwagen nach den ab 2021 geltenden Regeln der Le Mans Hypercars bauen zu wollen.
Kolles entwickelte und baute das Fahrgestell am Teamstandort in Greding. Probleme bei der Anschaffung wesentlicher Bauteile verzögerten den Ablauf. So musste das Team lange auf die Lieferung des von Xtrac Limited bereitgestellten Getriebes warten. Durch den verspäteten Zusammenbau verpasste Kolles die für die Homologation des Fahrzeugs ausgeschriebenen Fristen, worauf der für das technische und sportliche Reglement zuständige Automobile Club de l’Ouest eine Teilnahme an der FIA-Langstrecken-Weltmeisterschaft 2022 verwehrte. Daraufhin entschied sich das Team für eine ausgiebige Testarbeit.
Das Fahrzeug ist ein Le-Mans-Hypercar ohne Hybridantrieb. Sein 4,5-Liter-Gibson-V8-Motor kam bereits im CLM P1/01 zum Einsatz und wurde mit neuer Elektronik versehen, um den Reglement-Vorgaben zu entsprechen. Erste Testfahrten erfolgten im April 2022 auf dem Autodrom Most, wo Esteban Guerrieri und Christophe Bouchut an zwei Tagen 180 Kilometer fuhren.
Gemeldet wurde der Wagen unter der Bezeichnung Vanwall Vanderwell 680, nachdem Colin Kolles über die von ihm gegründete Vanwall GmbH die Markenrechte des ehemaligen Formel-1-Rennstalls Vanwall erworben hatte. Ein anhängiger Rechtsstreit mit der britischen Sanderson International Marketing Ltd. über die Markenrechte hatte keinen Einfluss auf die Rennteilnahmen.

## Renngeschichte

### 2023

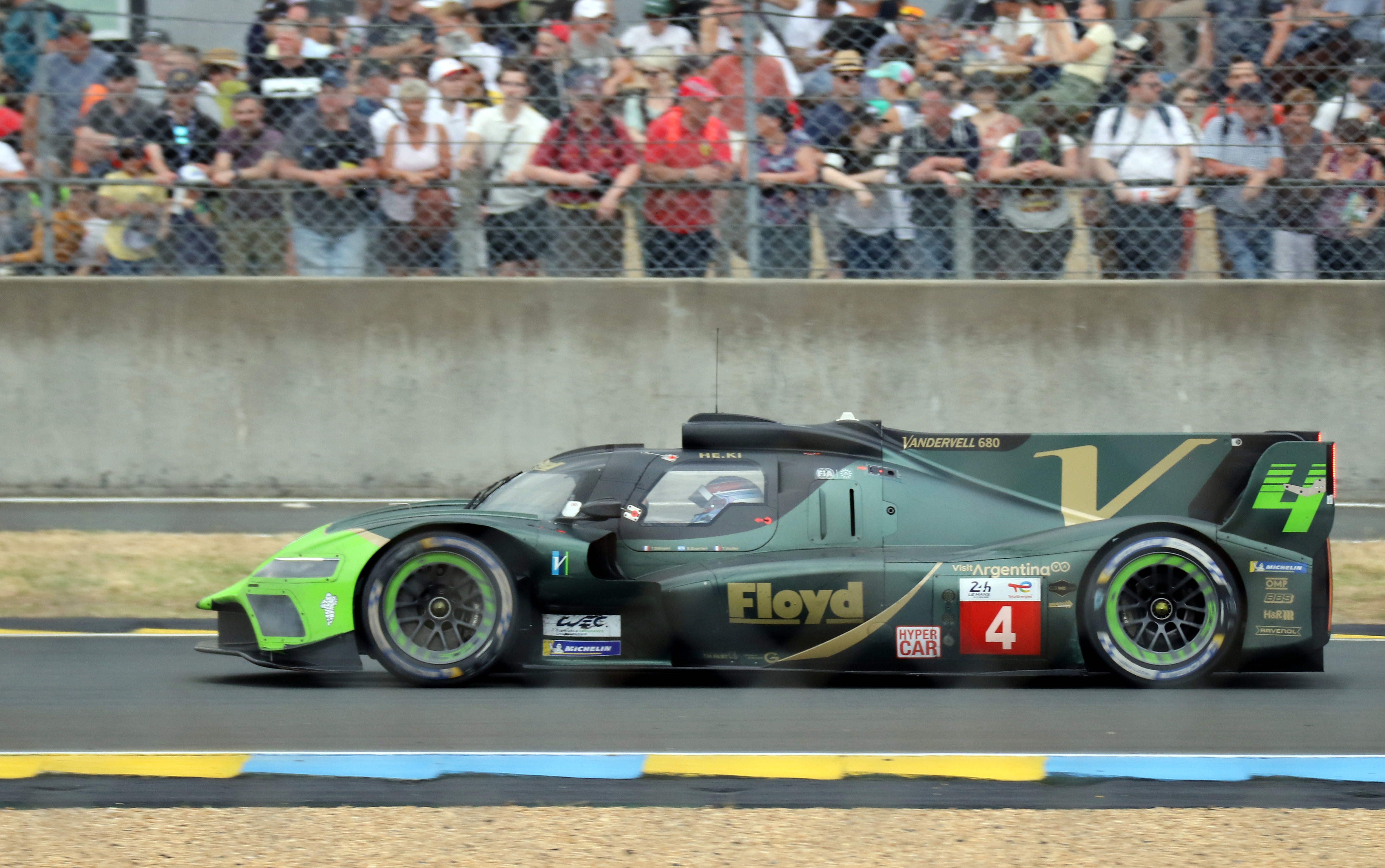
Vanwall Vanderwell 680 beim 24-Stunden-Rennen von Le Mans 2023

Sein Renndebüt gab der Vanderwell 680 beim 1000-Meilen-Rennen von Sebring 2023. Teampartner von Esteban Guerrieri waren der langjährige Kolles-Fahrer Tom Dillmann und Jacques Villeneuve, der Formel-1-Weltmeister 1997. Nach mehreren ungeplanten Boxenstopps erreichte das Trio den 30. Rang im Gesamtklassement. Sowohl beim Wertungslauf in Portimão als auch bei den 6 Stunden von Spa hatte Villeneuve am Renntag einen Unfall. In Portimão explodierte eine durch Fahrbahnschmutz überhitzte Bremsscheibe und in Spa kollidierte er beim Überrunden mit dem Ferrari 488 GTE von Francesco Castellacci.
Vor dem 24-Stunden-Rennen von Le Mans ersetzte das Team Villeneuve durch Tristan Vautier. Über den Trennungsgrund gab es unterschiedliche Sichtweisen. Während sich Villeneuve über seine Nichtnominierung enttäuscht zeigte, erklärte das Team Kolles, der Kanadier habe selbst den Vertrag aufgelöst. Das Team um Colin Kolles war ob der schlechten Vorbereitung des ehemaligen Formel-1-Weltmeisters ernüchtert. So habe er offenbar das Handbuch zur Bedienung des technisch komplexen Hypercars nie gelesen, was immer wieder zu Unklarheiten bei Anweisungen des Renningenieurs führte. Auch die Rundenzeiten seiner Teamkollegen erreichte er nicht. Beim letzten Test vor dem Le-Mans-Rennen auf der Rennbahn von Monza war er bei gleicher Fahrzeugabstimmung mehrere Sekunden pro Runde langsamer als sein Fahrerkollege Tom Dillmann. Das beste Saisonergebnis erreichte das Team mit dem 20. Endrang beim 6-Stunden-Rennen von Monza.
Die Meldung zur FIA-Langstrecken-Weltmeisterschaft 2024 wurde vom veranstaltenden Automobile Club de l’Ouest nicht akzeptiert, da die Hypercar-Klasse 19 Fahrzeuge umfasste und der Vanwall als technisch unausgereift eingestuft wurde.

## Statistik

### Einzelergebnisse in der FIA-Langstrecken-Weltmeisterschaft
| Saison | Team                      | Startnummer | Fahrer                                                                                                | 1   | 2   | 3   | 4   | 5   | 6   | 7   |
| ------ | ------------------------- | ----------- | --- | --- | --- | --- | --- | --- | --- | --- |
| 2023   | Floyd Vanwall Racing Team | 4           | Tom Dillmann Esteban Guerrieri Jacques Villeneuve Tristan Vautier João Paulo de Oliveira Ryan Briscoe | SEB | POR | SPA | LEM | MON | FUJ | BAH |
| 2023   | Floyd Vanwall Racing Team | 4           | Tom Dillmann Esteban Guerrieri Jacques Villeneuve Tristan Vautier João Paulo de Oliveira Ryan Briscoe | 30  | DNF | DNF | DNF | 20  | 22  | 33  |